# 포린 (단백질)

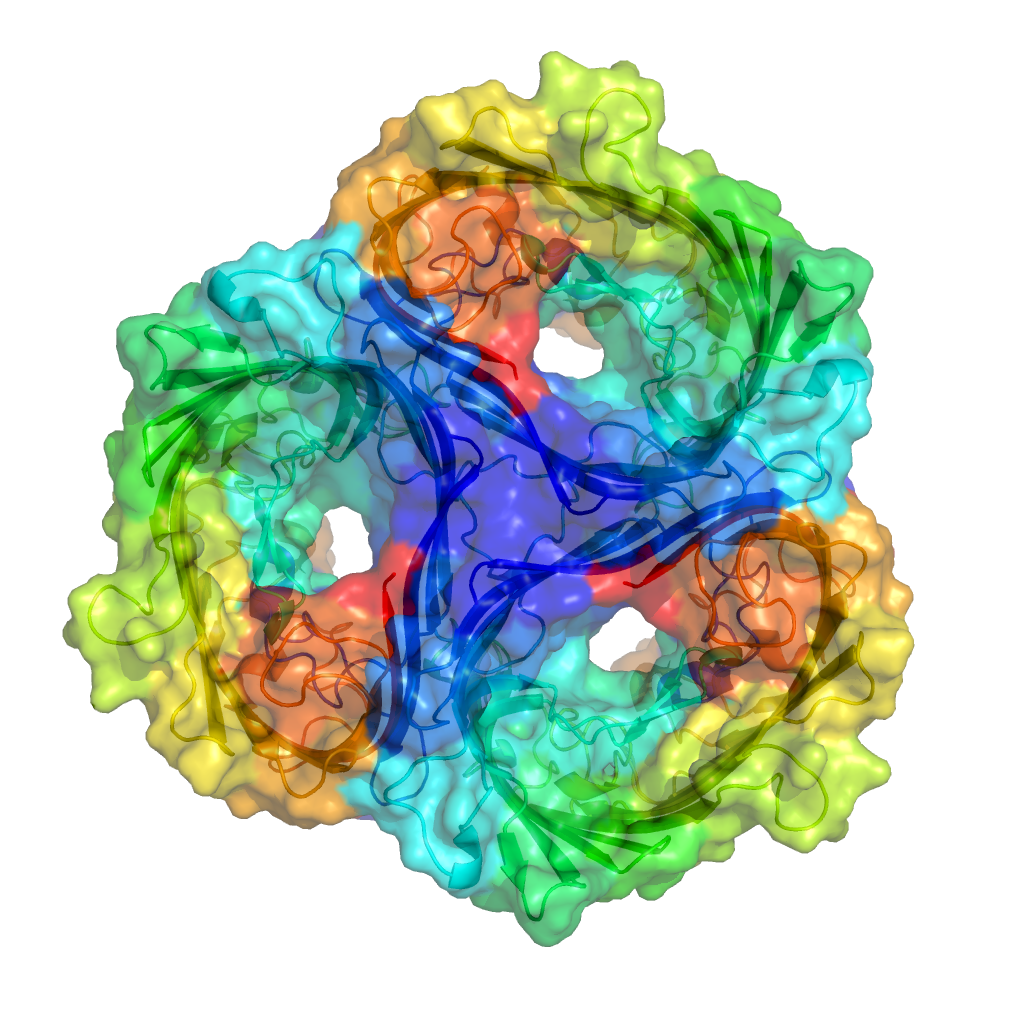
그람 음성 세균인 살모넬라 티피무리움(Salmonella typhimurium)의 수크로스의 특정 포린.

포린(영어: porin)은 세포막을 가로질러 분자가 확산될 수 있는 구멍 역할을 하는 베타 배럴 단백질이다. 다른 막수송 단백질들과는 달리, 포린은 단순 확산을 허용할 수 있을 만큼 충분히 크다. 즉, 서로 다른 유형의 분자들에 대한 통로 역할을 한다. 포린은 그람 음성 세균의 외막, 일부 그람 양성 미코박테리아(미콜산을 함유하고 있는 방선균), 미토콘드리아 외막 및 엽록체 외막에 존재한다.

## 같이 보기
- 미토콘드리아
- 엽록체